# Sand Springs
Sand Springs é uma cidade localizada no estado norte-americano de Oklahoma, no Condado de Osage e Condado de Tulsa.

## Demografia
Segundo o censo norte-americano de 2000, a sua população era de 17.451 habitantes.
Em 2006, foi estimada uma população de 18.246, um aumento de 795 (4.6%).

## Geografia
De acordo com o United States Census Bureau tem uma área de
54,3 km², dos quais 48,4 km² cobertos por terra e 5,9 km² cobertos por água. Sand Springs localiza-se a aproximadamente 196 m acima do nível do mar.

## Localidades na vizinhança
O diagrama seguinte representa as localidades num raio de 20 km ao redor de Sand Springs.